# Promontorium Kelvin
Das Promontorium Kelvin (auch Kap Kelvin) ist ein auf dem Mond gelegenes Vorgebirge (Promontorium), welches in den südöstlichen Teil des Mare Humorum hineinragt. Es hat einen Durchmesser von 45 Kilometern. Etwa 150 Kilometer südwestlich des Vorgebirges liegt der Einschlagkrater Vitello, etwa 155 Kilometer westlich der Krater Puiseux.
Direkt südlich des Promontorium Kelvin liegt der 78 Kilometer lange Geländeabbruch Rupes Kelvin, der nach dem Vorgebirge benannt wurde. Er stellt den Rand des Mare Humorum dar.
Das Promontorium Kelvin wurde 1935 nach Lord Kelvin benannt.